# Partido de la Restauración de Japón
El Partido de la Restauración de Japón (日本維新の会 Nippon Ishin no Kai?,  abreviado PRJ) fue un partido político japonés de derecha radical, de carácter nacionalista y populista, fundado por el alcalde de Osaka, Tōru Hashimoto, como una escisión del Partido Liberal Democrático, el principal partido de centro-derecha del país.
Iniciándose como una formación política local, el 12 de septiembre de 2012 el partido anunció su salto a la escala nacional, fusionándose con Levántate Japón y presentando candidaturas para las elecciones generales de ese año. El PR ofreció también a "Tu Partido" concurrir en la misma candidatura, algo que este partido rechazó al oponerse a las propuestas fiscales del PR, favorables a una subida del IVA.
El ultraderechista Shintarō Ishihara, gobernador de Tokio durante 13 años, fue el candidato a primer ministro del PR en las elecciones generales de 2012. El partido logró su objetivo de convertirse en la tercera fuerza de la Cámara de Representantes de Japón, en unos comicios en los que triunfaron ampliamente las fuerzas de derechas.
El 28 de mayo de 2014, tanto Ishihara como Hashimoto acordaron disolver el partido debido a diferencias internas y una proposición de unión con el Partido de la Unidad. El grupo de Ishihara formó el Partido para las Futuras Generaciones, mientras que Hashimoto y Kenji Eda del Partido de la Unidad formaron el nuevo Partido de la Innovación, dando fin al PR.

## Presidentes del Partido
| N.º | Nombre                        | Nombre                        | Período en el cargo      | Período en el cargo      |
| N.º | Nombre                        | Nombre                        | Inicio                   | Final                    |
| --- | ----------------------------- | ----------------------------- | ------------------------ | ------------------------ |
| 1   |                               | Tōru Hashimoto (1969-)        | 12 de septiembre de 2012 | 17 de noviembre de 2012  |
| 2   |                               | Shintaro Ishihara (1932-2022) | 17 de noviembre de 2012  | 19 de enero de 2013      |
| 3   | Co-liderazgo                  | Co-liderazgo                  | 19 de enero de 2013      | 31 de julio de 2014      |
| 3   | Tōru Hashimoto (1969-)        |                               | 19 de enero de 2013      | 31 de julio de 2014      |
| 3   | Shintaro Ishihara (1932-2022) |                               | 19 de enero de 2013      | 31 de julio de 2014      |
| 4   |                               | Tōru Hashimoto (1969-)        | 1 de agosto de 2014      | 22 de septiembre de 2014 |

## Resultados electorales

### Cámara de Representantes
|  | 20.50 % |

|  | 11.64 % |

### Cámara de consejeros
|  | 7.25 % |

|  | 11.94 % |